# Felipe de Novara
Felipe de Novara (c. 1200 - c. 1270) fue un historiador medieval, guerrero, músico, diplomático, poeta y jurista nacido en Novara, Italia, en una casa noble, que pasó toda su vida adulta en Oriente Medio. Sirvió principalmente a la familia Ibelín y participó en una serie de batallas y negociaciones destacadas que involucraron a los reinos de Jerusalén y Chipre. Hizo una crónica de la Guerra de los lombardos, la disputa entre la familia Ibelín y Federico II, emperador del Sacro Imperio Romano Germánico.
Escribió un extenso tratado sobre la ley feudal de Jerusalén, que influyó en juristas posteriores como Juan de Jaffa.